# Симеон Табаков
Симеон Табаков е български дипломат, юрист и краевед.

## Биография
Роден е на 10 декември 1880 г. в Сливен. През 1904 г. завършва висше юридическо образование в Софийския университет. Оттогава до края на живота си (1918 г.) работи в областта на дипломацията – като чиновник в Министерството на външните работи и като сътрудник в българските посолства в Лондон, Брюксел, Рим, Цариград, Берлин, Букурещ и др. В Брюксел защитава докторат по политология. През цялото време Симеон Табаков участва в обществено-политическия живот на страната, като сътрудничи със статии по исторически и политически въпроси на редица периодични издания. Симеон Табаков не е историк по образование. Въпреки това неговото най-голямо дело си остава тритомната история на град Сливен, над която е работил през последните десет години от своя живот. Умира през 1918 г.

## Произведения
- Опит за история на град Сливен. Том 1 – 3. 1929.
- Табаковъ, Д-ръ С. Ромѫнитѣ въ Македония.   София, Печатница „День“, 1913.